# Honschaft Remscheid
Die Honschaft Remscheid war im Mittelalter und der frühen Neuzeit eine Honschaft im bergischen Amt Bornefeld.
Die Honschaft war im Norden und Westen vom Morsbach und der Wupper, im Süden vom Eschbach und im Osten vom Falkenberger Bach und dem Müggenbach begrenzt. Das Gebiet der Honschaft ist größtenteils deckungsgleich mit dem westlichen Teil der heutigen bergischen Großstadt Remscheid.
Zu der Honschaft gehörten laut einer erhaltenen Karte von 1369 im 14. Jahrhundert neben dem Remscheider Fronhof die Hofschaften, Höfe und Kotten Bliedinghausen, Bornstal, Ehringhausen, Fürberg, Güldenwerth, Großstachelhausen, Grunau, Haddenbach, Haddenbrock, Heidhof, Holz, Ibach, Kremenholl, Küppelstein, Lobach, Losenbüchel, Menninghausen, Morsbach, Reinshagen, Scheid, Siepen, Vieringhausen, Westhausen und Wiedenhof.
Nach der Besetzung des Herzogtums Berg durch Frankreich wurde die Honschaft 1806 aufgelöst und das Areal dem Kanton Ronsdorf im Arrondissement Elberfeld zugeteilt.